# Robert S. Williamson
Pour les articles homonymes, voir Williamson.
Robert Stockton Williamson, né le 21 janvier 1825 à Oxford et mort le 10 novembre 1882 à San Francisco, est un soldat et un ingénieur américain, connu pour avoir mené les Pacific Railroad Surveys, des explorations dans le cadre de la création d'une ligne de chemin de fer transcontinentale en Californie et en Oregon.

## Biographie
Nommé d'après Robert Field Stockton, un ami de sa famille, Williamson entre dans la marine avant d'entrer à l'Académie militaire de West Point puis dans l'armée et plus précisément le Corps du génie de l'armée des États-Unis. C'est dans ce cadre qu'il réalise ses explorations.
Il atteint le grade de lieutenant-colonel et participe à la guerre de Sécession (bataille de New Bern et bataille de Fort Macon).

## Postérité
Le mont Williamson en Californie, la Williamson Mountain et la rivière Williamson dans l'Oregon sont nommés en son honneur.